# 直線束 (射影幾何学)
射影幾何学における直線束（ちょくせんそく、英: pencil of lines）は一点を通る直線全体の成す族を言う。アフィン幾何学（ユークリッド幾何学）においては、通る点が「無限遠点」となる場合の直線束は平行線の族となり、通常の直線束と区別して広義の直線束とも呼ばれる。

## 定義

### 通常の直線束
通常 (proper) の直線束は中心あるいは台と呼ばれる点を通る直線全体の成す族である。即ち、中心はこの族に属する任意の二直線の交点になる。
直線束を表す式は、一本の直線を表す式と同様の形に書けるが、それは定数として一つの媒介変数 k を含み、k の各値に対して族の各直線が対応する。
垂直線 x = x0 を除く各直線を、傾き m, y-切片 q を k を媒介変数として
{\displaystyle y=m(k)x+q(k)}
と書けば、直線束の中心が (x0, y0) であるとき、q(k) = y0 − m(k)x0 であるから、直線は
{\displaystyle y-y_{0}=m(k)(x-x_{0})}
の形に書ける。他にも (x0, y0) を中心とする直線束を
{\displaystyle (X-x_{0})\sin \alpha =(y-y_{0})\cos \alpha }
と媒介変数表示することもできる。ここで媒介変数 α は 0 ≤ α ≤ π の範囲を取る。

### 広義直線束
広義 (improper) な直線束とは、互いに平行な直線全体からなる族を言う。
通常の場合と同様に、広義の直線束も一つの媒介変数 k を用いて媒介変数表示ができるが、この場合傾きを表す係数が一定である。すなわち、直線束は
{\displaystyle y=mx+q(k)}
の形に書くことができる。ただし、垂直線の場合は
{\displaystyle x=q(k)}
である。これらはまた
{\displaystyle a(x-x_{0})+b(y-y_{0})=k}
なる形に書くこともできる。

## 直線束の極点
三線座標 ( X : Y : Z ) を持つ点 P が三線座標 ( x0 : y0 : z0 ) を持つ点 K を通る直線族の極ならば、極線の方程式は 
x / X + y / Y + z / Z = 0
であり、これが K を通ることから
x0 / X + y0 / Y + z0 / Z = 0
となり、P の軌跡は 
x0 / x + y0 / y + z0 / z = 0
を満たす。これは座標三角形の頂点を通る円錐曲線である。従って、一点を通る直線の成す束の極点の軌跡は、座標三角形の円錐曲線である。

## 一般化

### 空間直線の束
三次元ユークリッド空間において一点を通る（あるいは互いに平行な）直線全体の成す族を空間直線束または線叢 (sheaf of lines, bundle of lines) と呼ぶ。空間直線束の、同一平面上に載っている直線の成す部分族として、平面上の直線束を見ることができる。

### 非ユークリッド幾何における直線束
非ユークリッド幾何においても、直線束の類似対応するものとして、測地線束を定義することができる。例えば、双曲幾何学において二点間の最短経路は双曲線によって与えられ、双曲線の束を考えることができる。この場合、広義の双曲線束の定義にはより注意を要する。

### 超平面束
付随するベクトル空間 E を持つアフィン空間においても、二次の超平面族として超平面束を定義することができる。超平面 H1, H2 がそれぞれ方程式 f1(M) = 0, f2(M) = 0 で定義されるとき、
{\displaystyle (\lambda f_{1}+\mu f_{2})(M)=0}
なる形の方程式は、二つの超平面 H1, H2 を基として定まると言う。
広義の直線束（すなわち互いに平行な直線族）の場合は、傾きを表す係数が等しいことを以って一般化することができる。すなわち、H1, H2 が同じ方向ベクトル Ker(φ) (φ は付随するベクトル空間 E 上の線型形式) を持つならば、それらの定める H も同じ向きを持つ。逆に、方向ベクトル Ker(φ) を持つ任意の超平面は (λf1 + μf2)(M) = 0 の形の方程式を満足する。実際、a, b, c ∈ R に対して
{\displaystyle {\begin{aligned}f_{1}(M)&=\phi ({\overrightarrow {OM}})+a,\quad f_{2}(M)=\phi ({\overrightarrow {OM}})+b,\\f(M)&=\phi ({\overrightarrow {OM}})+c\end{aligned}}}
と置くとき、λ ∈ R を c = λa + (1 − λ)b なるように取れば f = λf1 + (1 − λ)f2 を満たす。
通常の直線束（一点で交わる直線族）の場合は、f1 と f2 の線型成分が比例しておらず、H1 ∩ H2 の余次元が 2 のときに一般化できる。このとき H1 ∩ H2 に含まれる任意の超平面が、H1, H2 を基として定まる。実際、Ker(φ1), Ker(φ2), Ker(φ) をそれぞれ超平面 H1, H2, H の方向ベクトルとするとき、Ker(φ1) ∩ Ker(φ2) ⊂ Ker(φ) ならば φ = λφ1 + μφ2 と書けることは線型代数学の結果からわかる。すなわち、u ∈ E に三つ組 (φ1(u), φ2(u), φ(u)) ∈ R3 を対応させる線型写像を考えれば、その核は余次元 2 ゆえ階数退化次数定理により階数も 2 であって、φ1, φ2, φ が線型従属、かつ φ1, φ2 は線型独立ゆえ所期の結果を得る。
これは、平面上の直線束の場合および、空間上の（直線を軸とする）平面束の場合を特別な場合として含む。